# Хейно Мандрі
Хейно Мандрі  (Хейно Аугустович Мандрі; ест. Heino Mandri) — естонський радянський актор театру і кіно. Лауреат Державної премії Естонської РСР (1982). Народний артист Естонської РСР (1986). 

## Життєпис
Народився 11 вересня 1922 р. Закінчив студію при Талліннському театрі (1946). 
Боровся проти радянської окупації у складі «Ліги збройного опору». У 1948—1954 рр. провів у в'язничному таборі Вятлаг, засуджений за антирадянську промову. 
Працював у театрі «Естонія». 
Знявся в українських фільмах: «Повість про чекіста» (1969, Юндт), «Відповідна міра» (1975, Бальзен), «„Мерседес“ втікає від погоні» (1980, Абт).
Помер 3 грудня 1990 року.

## Фільмографія
- «Непрохані гості» (1959,Варі/Харрі, шпигун)
- «Жайворонок» (1964, начальник таємної поліції (служби безпеки), штандартенфюрер)
- «Новий нечистий з пекла» (1964, священник)
- «Супернова» (1965, Пальман)
- «Їм було вісімнадцять» (1965, Троссі (озвучив Аркадій Толбузін)
- «Що трапилося з Андресом Лапетеусом?» (1966, Підрус (дублював Адольф Шестаков)
- «Підірване пекло» (1967, Емар)
- «Мертвий сезон» (1968, портьє)
- «Повість про чекіста» (1969, Юндт)
- «Дикий капітан» (1971, «Гармонь»)
- «Вогонь в ночі» (1973, епізод (дублював Володимир Балашов)
- «Відповідна міра» (1975, Бальзен)
- «Порт» (1975, господар ресторану)
- «Школа пана Мауруса» («Indrek») (1975, Тімуск (дублював Костянтин Карельських)
- «Час жити, час кохати» (1976, професор Тальвік)
- «Скорпіон» (1977, суддя)
- «„Мерседес“ втікає від погоні» (1980, Абт)
- «Загибель 31 відділу» (1980, перший директор концерну (роль озвучив Ігор Ефімов)
- «Два дні із життя Віктора Кінгісеппа» (1980, Яан Поска)
- «Горобинові ворота» (1981, Лембіт )
- «Росія молода» (1981—1982, граф Піпер (5-та серія)
- «Арабелла — дочка пірата» (1983, капітан військового судна)
- «Європейська історія» (1984, Адольф Шульман)
- «ТАРС уповноважений заявити...» (1984, Лоренс, співробітник ЦРУ)
- «За часів вовчих законів» (1984, Манфред Пезентак)
- «Дві пари і самотність» (1984, Босс)
- «Документ „Р“» (1985)
- «Кінець операції „Резидент“» (1986, Кінг, співробітник ЦРУ)
- «Затока щастя» (1987, Нессельроде)
- «Відступник» (1987)
- «Танці навколо парового котла» (1987)
- «Наприкінці ночі» (1987,  Віллі Кнопф)
- «Я не приїжджий, я тут живу» (1988, батько Мірти)
- «Ворог респектабельного товариства» (1988, Аслаксен, господар друкарні)
- «Русалочі мілини» (1988, писар Магнуссон)
- «Вхід до лабіринту» (1989, Барон Хюттер (озвучив Рогволд Суховерко) та ін.